# 歷代統紀表
《歷代統紀表》，是清朝学者段長基所编写。收录了自三皇五帝到明代的中国各政权的传承世系，共十三卷，与《历代疆域表》三卷，《历代沿革表》三卷合称二十四史三表。是研究中国古代史的重要工具书。